# Martín Bouzas
Bouzas  Rey est un nom espagnol. Le premier nom de famille, en général paternel, est Bouzas ; le second, en général maternel, souvent omis, est Rey.
Martín Bouzas Rey est un coureur cycliste espagnol, né le 20 novembre 1997 à Rois.

## Biographie
Martín Bouzas commence le cyclisme à l'âge de 16 ans au Club Ciclista Padronés,. Seulement un an plus tard, il se révèle en devenant champion d'Espagne du contre-la-montre dans la catégorie juniors (moins de 19 ans), mais chez les espoirs (moins de 23 ans), alors qu'il n'a pas encore 19 ans. Cette performance lui vaut les louanges des suiveurs espagnols,. Quelques jours plus tard, il est convié à un stage d'entraînement de Trek-Segafredo, en compagnie de plusieurs coureurs de l'équipe World Tour. Il connait ensuite sa première sélection en équipe nationale pour les championnats d'Europe de Plumelec.
Pour la saison 2018, le coureur galicien signe chez Lizarte, alors filiale de l'équipe World Tour Movistar. Le manager Eusebio Unzué, qui est à l'origine de ce recrutement, loue notamment ses bonnes facultés de rouleur. En juin, il devient pour la seconde fois de sa carrière champion d'Espagne du contre-la-montre espoirs, devant son coéquipier Roger Adrià.
En 2020, il passe professionnel dans la nouvelle équipe Kern Pharma, émanation du club Lizarte. Il arrête cependant sa carrière à l'issue de la saison 2020, pour travailler comme facteur. Il explique qu'il ne se sentait pas heureux comme cycliste professionnel,.

## Palmarès
- 2015
  -  Champion d'Espagne du contre-la-montre juniors
- 2016
  -  Champion d'Espagne du contre-la-montre espoirs
  - 2e du Grand Prix de la ville de Vigo II
- 2017
  - 1re étape du Tour de Galice (contre-la-montre par équipes)
  - 3e du championnat d'Espagne du contre-la-montre espoirs
- 2018
  -  Champion d'Espagne du contre-la-montre espoirs
- 2019
  - 1re étape du Tour de Galice (contre-la-montre par équipes)
  - 2e de l'Ereñoko Udala Sari Nagusia
  - 2e du championnat d'Espagne du contre-la-montre espoirs

## Classements mondiaux
| Année                                 | 2018  | 2019  |
| ------------------------------------- | ----- | ----- |
| Classement mondial                    | 1683e | 1934e |
| UCI Europe Tour                       | 1096e | 1272e |
|                                       |       |       |
| Légende : nc = non classéSource : UCI |       |       |